# Ponte di Segovia
Il ponte di Segovia è un ponte di Madrid, realizzato in epoca rinascimentale dall'architetto Juan de Herrera.

## Descrizione
Si trova all'incrocio tra via Segovia e il fiume Manzanares, un punto che è stato storicamente uno dei principali accessi alla città.
Precedentemente noto come "ponte Segoviana", i primi riferimenti di questo ponte, realizzato in legno, vengono datati in epoca medievale intorno al XIV, quando il re Alfonso XI di Castiglia ha autorizzato la sua costruzione in due lettere scritte nel 1345 e 1346.